# Bandamaji
Bandamaji ist eine Siedlung auf der Komoreninsel Anjouan im Indischen Ozean.

## Geografie
Der Ort liegt am Südzipfel von Anjouan bei Antsahé. Der Ort liegt oberhalb des Tales des T’Santsa.

## Klima
Nach dem Köppen-Geiger-System zeichnet sich Bandamaji durch ein tropisches Klima mit der Kurzbezeichnung Am aus. Die Temperaturen sind das ganze Jahr über konstant und liegen zwischen 20 °C und 25 °C.